# Micha Wertheim
Micha Wertheim (uitspraak: [mixaː wɛɾthɐʏm]) (Groningen, 28 juni 1972) is een Nederlandse cabaretier, regisseur, theatermaker, publicist en radiomaker. Hij staat bekend om zijn inventieve vormexperimenten en het metacommentaar dat hij in zijn theatershows levert op het genre cabaret. Cabaret-historicus Jacques Klöters noemt zijn werk 'meta-cabaret'.

## Biografie
Wertheim groeide op in een joods gezin en is een kleinzoon van Jobs Wertheim (1898-1977). Na zijn eindexamen ging Wertheim aan de slag als goochelleraar op een Amerikaans zomerkamp. Daarna werkte hij een jaar in een kibboets in Israël en studeerde hij een jaar in Jeruzalem. Terug in Nederland studeerde Wertheim Cultuur- en Wetenschapsstudies aan de Universiteit Maastricht. Tijdens zijn studie begon hij met schrijven voor de faculteit en later voor de universiteitskrant Observant. In 1995 kreeg hij als columnist een vaste plek op de achterpagina van de Observant en van 1997 tot 1999 schreef hij op diezelfde achterpagina een wekelijks feuilleton. In 1998 nam hij het initiatief tot het opzetten van Mosaïek, een door studenten gemaakt cultuurwetenschappelijk tijdschrift.
In 1998 rondde hij de studie af met een doctoraalscriptie over het leven en werk van Franz Kafka onder de titel Wunsch, Indianer zu werden: een onderzoek naar de betekenis van het reismotief in het werk en leven van Franz Kafka.
Na zijn afstuderen verhuisde Wertheim naar Amsterdam. Daar werd hij in 1998 in café Toomler na twee audities aangenomen bij het stand-upgezelschap Comedytrain. In datzelfde jaar begon Wertheim met het maken van radiodocumentaires en het schrijven van bijdragen voor De Avonden (VPRO-radioprogramma). Begin 2004 won Wertheim de jury- en publieksprijs tijdens het Leids Cabaret Festival. Sindsdien treedt hij voornamelijk binnen en soms buiten Nederland op als cabaretier.

### Micha Wertheim voor beginners
Begin 2004 presenteerde hij op het Leids Cabaret Festival een eerste aanzet tot een solocabaretprogramma. Hij won zowel de jury- als de publieksprijs door er bij het publiek en de jury op te wijzen dat het eigenlijk een formaliteit was dat hij aan het festival mee moest doen om het te winnen. Hij werkte de scènes uit tot zijn eerste theaterprogramma Micha Wertheim voor beginners, dat draaide om de overwaardering van slachtofferschap en roem. Door een personage te spelen dat verdronk in zelfoverschatting legde hij de basis van het grote thema, waar hij in later werk steeds op terug zou komen: de problematische relatie tussen cabaretier en publiek.
Micha Wertheim voor beginners werd voor televisie opgenomen door Lernert Engelberts en in 2006 uitgezonden. De theaterregie werd verzorgd door Pieter Bouwman.

### Micha Wertheim voor gevorderden
Tussen 2006 en 2008 toerde Wertheim met zijn programma Micha Wertheim voor gevorderden. Het programma speelt zich af in een droom. In het eerste deel van de droom beleeft Wertheim zijn grootste angst: hij staat op het podium zonder zijn broek aan te hebben getrokken. Kort daarop bekent Wertheim dat hij, in tegenstelling tot de verwachting van zijn publiek, geen genie is. In het tweede deel van de droom ontsteekt Wertheim in een tirade tegen gehandicapten die volgens hem de westerse samenleving ontwrichten. Het laatste deel van de voorstelling speelt zich af na het applaus, als Wertheim het wakker worden heeft uitgesteld door op snooze te drukken.
Micha Wertheim voor gevorderden werd voor televisie opgenomen door Doesjka van Hoogdalem en in 2008 door de VARA uitgezonden. De theaterregie werd verzorgd door Dick van den Toorn en Pieter Bouwman.
Micha Wertheim voor gevorderden verscheen samen met Micha Wertheim voor beginners op de dubbel-dvd Micha Wertheim voor thuis.

#### Incident in Roermond
Op 11 maart 2008 haalde de voorstelling Micha Wertheim voor gevorderden een week lang de voorpagina's en het nationale nieuws nadat een deel van het publiek zich tegen Wertheim keerde en hij zijn voorstelling, in TheaterHotel De Oranjerie in Roermond, voortijdig had beëindigd. Tijdens zijn voorstelling had hij een gehandicapte man aangesproken, omdat hij vermoedde dat deze de voorstelling filmde. Het bleek echter te gaan om het display van diens spraakcomputer die door Wertheim per ongeluk werd aangezien voor een mobiele telefoon of camera. Na dit misverstand bood Wertheim zijn excuses aan en vervolgde zijn show, met daarin ook de vaste grappen over gehandicapten. Hierop verliet de gehandicapte bezoeker de zaal. Vervolgens richtte een deel van het publiek zich tegen Wertheim, wat het hem onmogelijk maakte om zijn voorstelling te vervolgen.
Theaterhotel De Oranjerie liet in een reactie direct na de voorstelling weten dat Wertheim er nooit meer welkom was. Toen bleek dat de directie niet aanwezig was geweest bij het bewuste optreden en nooit contact had opgenomen met Wertheim om diens kant van het verhaal te horen, besloot een aantal vooraanstaande cabaretiers waaronder Eric van Sauers, Najib Amhali, Marc-Marie Huijbregts, Peter Heerschop, Ronald Goedemondt en Wim Helsen, onder aanvoering van Theo Maassen, om, als steun voor Wertheim, niet meer in De Oranjerie te spelen.
Wertheim zelf plaatste een verklaring op zijn website en gebruikte zijn programma Micha Wertheim voor de grap om zijn versie van het verhaal te vertellen.

### Micha Wertheim voor specialisten
In 2002 werd bij Wertheim een tumor in zijn schildklier ontdekt. Wat volgde waren twee operaties en bestraling. Over de ervaring met kanker, ziekenhuizen en specialisten maakte hij een stand-upset die in mei 2008 door de VARA werd uitgezonden. Wertheim concludeert in de voorstelling dat ernstig ziek zijn, in tegenstelling tot wat hij had verwacht, ook heel veel mooie en dierbare momenten van geluk opleverde. Micha Wertheim voor specialisten verscheen op de dvd Comedytrain presenteert II.

### Micha Wertheim voor de grap
In december 2008 ging Micha Wertheim voor de grap in première. Het programma ging over de vraag wanneer ironie ophoudt ironisch te zijn. Als beginpunt nam Wertheim de nieuwsverslaving die hij bij zichzelf en mensen om hem heen constateerde; een verslaving aan nieuws die ervoor zorgt dat de vraag naar nieuws groter is dan het aanbod. Het gevolg, zo stelt Wertheim, is een door 'nieuwspap' gecreëerde 'debatbubbel' die ieder moment kan ontploffen en zorgen voor een debatcrisis, waarin nieuws en werkelijkheid geen waarde meer hebben. Als illustratie gebruikte Wertheim de media-rel rondom zijn voortijdig afgebroken optreden in Roermond, die precies samenviel met de media-ophef rondom het verschijnen van de film Fitna van Geert Wilders.
Micha Wertheim voor de grap werd voor televisie opgenomen door Norbert Ter Hall en in november 2010 door de VARA uitgezonden. De theaterregie werd verzorgd door Dick van den Toorn.

### Micha Wertheim voor de zoveelste keer
In december 2010 ging het programma Micha Wertheim voor de zoveelste keer in première. In deze voorstelling stelde Wertheim zichzelf de vraag hoeveel zeggingskracht theater nog heeft, als het publiek weet dat iedere avond dezelfde verhalen en grappen worden verteld. Wertheim illustreerde die spanning door zich tijdens de voorstelling zogenaamd te vergissen en 'per ongeluk' een deel van de tekst precies hetzelfde te spelen. De theaterregie werd verzorgd door Dick van den Toorn.

### Micha Wertheim voor je het weet
In oktober 2012 ging het programma Micha Wertheim voor je het weet in première, een voorstelling die door Wertheim geschreven werd terwijl deze zich afspeelde. Centraal stond de vraag in hoeverre we controle hebben over ons eigen maakproces, of dit nu gaat over het opvoeden van kinderen of het samenstellen van een voorstelling. Wertheim suggereerde dat alleen onverwachte vergissingen werkelijk tot vernieuwing kunnen leiden. Dit programma ging in theaterseizoen 2013/2014 in reprise.

### Micha Wertheim voor zichzelf
In 2015 trad Wertheim op met het programma Micha Wertheim voor zichzelf. Tijdens de voorstelling vraagt Wertheim zich af of er zoiets als autonome kunst bestaat. Kan een kunstenaar iets maken zonder publiek? En wie geeft betekenis aan een voorstelling of grap? Het publiek, de kunstenaar of het samenkomen van die twee? De voorstelling kreeg vrijwel in iedere krant 5 sterren toebedeeld. Er waren twee uitverkochte voorstellingen in het Koninklijk Theater Carré.
Micha Wertheim voor zichzelf was het eerste cabaretprogramma ooit dat werd opgenomen in de selectie van het Nederlands Theater Festival.

### Micha Wertheim ergens anders
In 2016 maakte Micha Wertheim het programma Micha Wertheim ergens anders. De voorstelling, die alleen in kleine zalen te zien was, kwam voort uit een grap uit Micha Wertheim voor zichzelf. Daarin concludeerde hij dat hoe groter de zaal, hoe minder hij als comedian hoefde te doen om het publiek te vermaken. Daar zou uit volgen dat het publiek zonder hem pas echt een leuke avond had. Tot ontsteltenis van zijn publiek was hij daarom bij Micha Wertheim ergens anders zelf niet aanwezig en hij liet een robotje een groot deel van de voorstelling het woord doen. Via een printer en een koptelefoon kregen mensen uit het publiek opdrachten die ze op het podium uit moesten voeren. Zo maakte het publiek de voorstelling zelf.
Het thema van de voorstelling was de vraag waarom het makkelijker is om te huilen en te voelen bij drama, dan bij het echte leven. Als uitgangspunt nam Wertheim een oogoperatie die hij dat jaar had moeten ondergaan, omdat zijn oog na een ongeluk niet meer stopte met tranen.
Wertheim werkte voor deze voorstelling voor het eerst samen met Gijsbert van der Wal, sindsdien zijn vaste regisseur, redacteur en co-conspirator.
Micha Wertheim ergens anders werd door het IDFA doclab geselecteerd en gefilmd met vier bewakingscamera's. De voorstelling werd door IDFA vertaald naar het Engels.

### Micha Wertheim iemand anders
In 2017 maakte Wertheim Iemand anders, als tweede deel van een tweeluik met Ergens Anders. De voorstelling ging over het plotseling bij hem doorgedrongen besef dat de westerse liberale democratie, waarin hij is opgegroeid, zwaar onder druk was komen te staan. Dit werd verbeeld door een depressie bij de robot uit zijn vorige voorstelling. Wertheim besloot de robot op te vrolijken door mensen uit het publiek te laten vertellen wat ze van plan waren de volgende ochtend te doen. Door de nadruk op de nabije toekomst, in plaats van de verre toekomst, te leggen, hoopte hij de robot en zichzelf weer energie te geven om verder te gaan.
Ook reflecteerde hij hierin op de rol van het publiek, en de weerstand die Ergens Anders opriep bij een deel van het publiek, dat wegliep. De redactie en regie werden gedaan door Gijsbert van der Wal.

### Micha Wertheim voor alle duidelijkheid
In maart 2019 ging het programma Micha Wertheim voor alle duidelijkheid in première, een voorstelling over hoe stand te houden in een wereld die bedreigender lijkt dan ooit tevoren en het belang van kunst in donkere tijden. Hoe duidelijker de wereld lijkt te zijn, hoe groter het belang om te zoeken naar wat we nog niet weten en waar we ons nog over kunnen verwonderen. Wertheim roept al spelend de vraag op wat voor zin het maken, spelen en kijken naar een voorstelling eigenlijk heeft.
De opnames voor de televisieregistratie van de voorstelling vielen samen met de eerste dag van de corona lockdown. Een eerder, met twee camera's gemaakte opname, kwam uiteindelijk op TV.
De theaterregie werd verzorgd door Gijsbert van der Wal.

### Micha Wertheim niemand anders
Tijdens de coronapandemie, waarbij de theaters op last van de overheid lang dicht moesten blijven, maakte Wertheim een online voorstelling. De titel borduurt voort op de twee eerdere voorstellingen die hij maakte met soortgelijke namen (Ergens anders en Iemand anders). Het publiek keek via webcam op een soort Zoom mee met de voorstelling en zag ook ander publiek thuis zitten. De voorstelling bleek op het eind wél, maar tegelijkertijd ook niet live te zijn geweest. Mensen zagen wel zichzelf, maar al het andere publiek bleek, net als de voorstelling, niet live te zijn en onderdeel te zijn van de montage. De voorstelling werd wel iedere avond opnieuw opgenomen.
De website, Panopticam, waarop de zogenaamde livestream te zien was, werd door Wertheim en zijn team zelf gebouwd. De in beeld gebrachte 'medekijkers' bleken gedurende de voorstelling meer dan 150 acteurs te zijn.
Redactie en regie werden opnieuw gedaan door Gijsbert van der Wal. Niemand anders werd bekroond door het Nederlands Theater Festival.

### Micha Wertheim voor heel even
In 2022 speelde Wertheim een voorstelling over werkelijkheid, waarin hij de illusie wekte de hele avond telefoongesprekken te voeren met zijn regisseur, een journaliste en een mysterieus personage, dat aan het einde zijn eigen, wispelturige verbeelding blijkt te zijn. Aan het einde van de voorstelling komt zijn verbeelding als monster tot leven, uit alle rekwisieten die eerder in de voorstelling de revue hebben gepasseerd. De regie was van Gijsbert van der Wal.

### Micha Wertheim voor twaalven
BNNVARA nodigde Wertheim uit om in 2023 de Oudejaarsconference te verzorgen op NPO1. De Volkskrant plaatste Wertheim in een rijtje 'minder voor de hand liggende cabaretnamen om een oudejaarsconference te maken', zoals in 2013, 2015 en 2018 Theo Maassen, Herman Finkers en Marc-Marie Huijbregts, omdat deze "niet per se bekendstaan om het bespreken van nieuwsfeiten en politiek in hun shows", maar "een originele draai geven aan de oudejaarsconference".
De uitzending begon als klassieke oudejaarsconference, met Wertheim in smoking, opgenomen in De Kleine Komedie. Deze werd plots onderbroken door Wertheim zelf, die in een stoel naar de conference zat te kijken en de TV uitzette. Die stoel stond in een huisje op het podium van de Stadsschouwburg Nijmegen. Tijdens de voorstelling zette Wertheim zo nu en dan de TV aan, om kritiek te leveren op zijn eigen voorstelling. Ook verliet hij het huisje, om zo per ongeluk op de verkeerde TV-zender terecht te komen. Op het moment dat hij op NPO1 het huisje verliet, was hij ook daadwerkelijk op NPO2 te zien in de uitzending van 2 voor 12.
Gekleed in een oliebollentrui gaf Wertheim in Nijmegen toe dat hij in het afgelopen jaar zijn gevoel voor humor was verloren, om vervolgens de vraag te stellen waarom het steeds moeilijker is om, zoals vroeger, met het hele land om dezelfde conference te lachen ("het was niet Wim Kan, het was Wim Moet" - in diens tijd was er zogezegd niets anders op tv met oudjaar). Tijdens de finale van de uitzending kroop Wertheim door de TV heen in Nijmegen, om op het podium van De Kleine Komedie terecht te komen en met zichzelf een duet te zingen. Hier bracht hij zijn echte boodschap: 'kom dat huis uit, ga weg van dat scherm, zoek elkaar op' en 'je weet wat je kwijtraakt, maar niet wat je vindt'. Ook reflecteerde hij in de conference op de veranderde waarde van de oudejaarsconference door met AI alternatieve conferences te generen uit zowel verleden als toekomst. Hij memoreerde hij hoe de samenleving is veranderd door de dominantie van techreuzen en smartphoneverslaving. Toch eindigde hij optimistisch: "De toekomst is altijd anders dan je verwacht en kan ook hoopvol zijn".
Redactie en regie werden verzorgd door Gijsbert van der Wal, TV regie en productie werden gedaan door Casper Braat en Jim Stuurman verzorgde het camerawerk voor de registratie.

### Micha Wertheim in het buitenland
Sinds 2001 treedt Micha Wertheim zo nu en dan ook buiten Nederland op, waarbij hij Engels spreekt. Zo trad hij op in comedyclubs in Tel Aviv, Londen en New York.
In 2007 maakte hij als presentator deel uit van het Amsterdam Underground Comedy Collective, een delegatie Comedytrain-comedians die een maand lang op het Edinburgh Fringe-festival speelde. In januari 2008 speelde hij drie weken lang als voorprogramma van Hans Teeuwen in het Londense Soho Theatre. In augustus 2008 keerde hij samen met collega Hans Teeuwen terug naar Edinburgh, nu om er, afwisselend met Teeuwen, zijn soloprogramma te spelen. Een opname van de Engelstalige show is terug te vinden als extra op de dvd Micha Wertheim voor thuis.

#### Amsterdam Abortion Survivor
In 2010 trad Wertheim tijdens het New York Fringe Festival op met de voorstelling Amsterdam Abortion Survivor. De voorstelling werd geselecteerd voor The Best of Fringe.

## Publicist
Naast zijn theatervoorstellingen heeft Wertheim altijd satirische columns geschreven voor onder meer Spijkers met koppen (van BNNVARA) podcast De Dag (van het Radio 1 Journaal), nrc.next, de Volkskrant (vanaf augustus 2018 met 'het Transitie Team'), Vrij Nederland, de weekendbijlage van het Algemeen Dagblad en sinds 2018 voor De Correspondent. Verder leverde hij tekstbijdragen aan het televisieprogramma Dit was het nieuws en publiceert hij onregelmatig reportages, essays en recensies.
In 2009 hield Wertheim de jaarlijkse Lira Lezing, Satire in het tijdperk van de manische reproduceerbaarheid, over de rol van satire in een populistische samenleving.

## Radio
Wertheim maakte onder meer radiodocumentaires over Zohar Argov, "de Elvis van Israël", het leven en werk van Max Tailleur, stand-upcomedy in New York, bloeddiamanten, het Walter Maas Huis, vliegen in Amerika na 9/11, architectuur in Israël en toerisme in Mozambique.

## Echt Gebeurd
Geïnspireerd door de Amerikaanse storytelling-organisatie en podcast The Moth richtte Wertheim samen met cabaretière Paulien Cornelisse Echt Gebeurd op. Echt Gebeurd biedt een podium waar mensen uit hun hoofd verhalen vertellen over dingen die ze zelf hebben meegemaakt. De verhalenmiddagen vinden één keer per maand plaats in de Amsterdamse comedyclub Toomler en verder organiseert Echt Gebeurd af en toe voorstellingen op andere locaties. Het vijftienjarig bestaan werd op 15 mei 2024 gevierd in theater Carré. Van alle voorstellingen worden geluidsopnames gemaakt en een deel van de opgenomen verhalen wordt sinds 2013 gepubliceerd in een wekelijkse podcast.

## Jeugdvoorstellingen

### De Hik
Over een Kinderboekenschrijver (Wertheim) die tijdens het voorlezen doodse stilte verlangt. Dan komt er een wonderlijke figuur (Arno Bakker) met zijn sousafoon het podium op om de kinderen te verlossen, en Wertheim een lesje te leren.

### Vurenhout en ebbenhout
In opdracht van de Cello Biënnale maakte Wertheim een muzikale voorstelling met Fay Lovsky. Tijdens de voorstelling blijkt Wertheim een heel dure cello doormidden te hebben gezaagd op zoek naar de bron van alle muziek. Met behulp van een geredde strijkstok en een zingende zaag weet Lovsky de muziek weer tot leven te roepen.

## Regie
Wertheim werkte mee als regisseur en/of klankbord aan een aantal cabaretprogramma's van collega's:
- 2013: Katinka Polderman - Polderman baart zorgen[29]
- 2019: Kasper van der Laan - 1 Kilo[30]
- 2022: Merijn Scholten - Team Solo[31]
- 2023: Kasper van der Laan - Warm

## Cabaretprogramma's
- 2004-2006: Micha Wertheim voor beginners
- 2006-2008: Micha Wertheim voor gevorderden
- 2008: Micha Wertheim voor specialisten
- 2008-2010: Micha Wertheim voor de grap
- 2010-2012: Micha Wertheim voor de zoveelste keer
- 2012-2014: Micha Wertheim voor je het weet
- 2015: Micha Wertheim voor zichzelf
- 2016: Micha Wertheim - Ergens anders (deel 1 van een vierluik)
- 2017: Micha Wertheim - Iemand anders (deel 2 van een vierluik)
- 2018-2019: Micha Wertheim voor alle duidelijkheid
- 2021: Micha Wertheim - Niemand anders (deel 3 van een vierluik)
- 2022: Micha Wertheim voor heel even
- 2023: Micha Wertheim voor twaalven
- 2025: Micha Wertheim - Nergens anders (deel 4 van een vierluik)

### Kinderboeken
- Duimelot (podium 2003), geïllustreerd door Cristina Garcia Martin. Het boek bevat oude en nieuwe vingerversjes en werd in opdracht VPRO's Villa Achterwerk door Wertheim en Garcia Martin uitgewerkt tot een animatieserie onder de noemer Vinger TV (podium 2003).
- Hoe Lima een lekke band kreeg (De Harmonie 2010), geïllustreerd door Jeroen de Leijer en Marjolein Schalk. Het boek gaat over een driewieler die wegfietst uit een fietsenmakerij.
- De Hik (De Harmonie 2015), geïllustreerd door Cristina Garcia Martin.
- De Familie Decibel (De Harmonie 2018), geïllustreerd door Christina Garcia Martin.